# Air Terjun (Siulak)
Air Terjun is een bestuurslaag in het regentschap Kerinci van de provincie Jambi, Indonesië. Air Terjun telt 573 inwoners (volkstelling 2010).